# Correia Pinto (kommun)
Correia Pinto är en kommun i Brasilien.   Den ligger i delstaten Santa Catarina, i den södra delen av landet, 1 300 km söder om huvudstaden Brasília. Antalet invånare är 14 794.
Följande samhällen finns i Correia Pinto:
- Correia Pinto

I omgivningarna runt Correia Pinto växer huvudsakligen savannskog. Runt Correia Pinto är det ganska glesbefolkat, med 25 invånare per kvadratkilometer.